# أمغاس (الحمام)
أمغاس هي إحدى مشيخات المملكة المغربية، تتبع جغرافيا لإقليم خنيفرة وإداريًا لالحمام. يقدر عدد سكانها بـ 1390 نسمة حسب الإحصاء الرسمي للسكان والسكنى لسنة 2004.